# 1970年の相撲
1970年の相撲（1970ねんのすもう）は、1970年の相撲関係のできごとについて述べる。

## 大相撲
- 1月11日、1月場所初日。今場所は一人横綱の大鵬休場で横綱土俵入りなし[1]。
- 1月28日 - 番付編成会議で北の富士勝昭と玉乃島正夫の横綱同時昇進が決定。玉乃島は玉の海正洋に改名[2][1]。
- 1月29日 - 相撲協会の役員改選で立浪と時津風が新理事、朝日山が監事となる[3][1]。
- 2月23日 - 3月場所の番付が発表。増位山が新入幕し、親子二代幕内力士誕生[3][1]。
- 3月24日 - 鹿児島の井筒道場が完成し、土俵開き[4][1]。
- 4月26日 - 5月場所の番付が発表。1月場所に幕下付け出しでデビューし、2場所連続で7戦全勝優勝した輪島が十両に昇進する[5][1]。
- 5月10日 - 5月場所初日。今場所から仕切り線の間隔が60cmから70cmになる[4][1]。
- 6月10日～14日 - ハワイ巡業がおこなわれる[4][1]。
- 7月8日 - 7月場所4日目で横綱大鵬が休場し引退騒ぎが起こり、5日後記者会見で否定[6][1]。
- 7月16日 - 7月場所12日目、大雄対黒姫山戦で行司木村今朝三が立ち会わせず、謹慎処分[7][1]。
- 7月22日 - 番付編成会議で前乃山太郎の大関昇進を決定[8][1]。
- 9月6日 - 元横綱・柏戸の鏡山が伊勢ノ海部屋から独立、北小岩に鏡山部屋が完成して土俵開きを行う[7][1]。
- 9月13日 - 9月場所初日。電光勝負掲示板に幕下上位5番も追加され、勝者名に赤線を付ける[1]。
- 9月15日 - 協会運営審議委員に三宅正一が就任[7][1]。
- 9月20日 - 昭和天皇、皇后が観戦[7][1]。
- 9月22日 - 大鵬が幕内通算700勝を達成[9][1]。
- 9月30日 - 番付編成会議で大麒麟將能の大関昇進を決定[7][1][1]。
- 11月10日 - 武蔵川理事長が藍綬褒章を受章[7][1]。
- 12月22日 - 大鵬が日本プロスポーツ大賞を受賞[7]。

### 本場所
- 一月場所（蔵前国技館・11日～25日）
幕内最高優勝 : 北の富士勝昭（13勝2敗,3回目）
　殊勲賞-栃東、敢闘賞-黒姫山、技能賞-栃
十両優勝 : 和晃敏郎（13勝2敗）
- 三月場所（大阪府立体育館・8日～22日）
　殊勲賞-前乃山、敢闘賞-陸奥嵐、技能賞-錦洋
幕内最高優勝 : 大鵬幸喜（14勝1敗,31回目）
十両優勝 : 大受久晃（14勝1敗）
- 五月場所（蔵前国技館・10日～24日）
幕内最高優勝 : 北の富士勝昭（14勝1敗,4回目）
　殊勲賞-前乃山、敢闘賞-福の花、技能賞-大受
十両優勝 : 金剛正裕（12勝3敗）
- 七月場所（愛知県体育館・5日～19日）
幕内最高優勝 : 北の富士勝昭（13勝2敗,5回目）
　殊勲賞-三重ノ海、敢闘賞-前乃山、技能賞-大麒麟
十両優勝 : 金剛正裕（12勝3敗）
- 九月場所（蔵前国技館・13日～27日）
幕内最高優勝 : 玉の海正洋(14勝1敗,3回目）
　殊勲賞-貴ノ花、敢闘賞-龍虎、技能賞-大麒麟
十両優勝 : 輪島博（13勝2敗）
- 十一月場所（福岡スポーツセンター・15日～29日）
幕内最高優勝 : 玉の海正洋（14勝1敗,4回目）
　殊勲賞-長谷川、敢闘賞-福の花
十両優勝 : 長浜広光（11勝4敗）
- 年間最優秀力士賞：北の富士勝昭（75勝15敗）
- 年間最多勝：北の富士勝昭　玉の海正洋（75勝15敗）

## 誕生
- 1月19日 - 大日ノ出崇揚（最高位：前頭9枚目、所属：立浪部屋）[10]
- 2月18日 - 蒼樹山秀樹（最高位：前頭筆頭、所属：時津風部屋、年寄：枝川）[11]
- 3月12日 - 床誠（一等床山、所属：伊勢ヶ濱部屋→桐山部屋→朝日山部屋→浅香山部屋）
- 3月21日 - 濱ノ嶋啓志（最高位：小結、所属：三保ヶ関部屋、年寄：尾上）[12]
- 4月14日 - 豊富士修（最高位：十両5枚目、所属：時津風部屋）
- 7月5日 - 木村秋治郎（幕内格行司、所属：三保ヶ関部屋→春日野部屋）[13]
- 7月23日 - 隆二（幕内呼出、所属：宮城野部屋→伊勢ヶ濱部屋）
- 7月24日 - 床大（一等床山、所属：陸奥部屋→音羽山部屋）
- 7月28日 - 出羽嵐大輔（最高位：前頭14枚目、所属：出羽海部屋、+ 2010年【平成22年】）[14]
- 8月6日 - 巌雄謙治（最高位：前頭筆頭、所属：北の湖部屋、年寄：山響）[15]
- 8月29日 - 床勝（一等床山、所属：二子山部屋→貴乃花部屋→千賀ノ浦部屋→常盤山部屋）
- 9月8日 - 大殿英武（最高位：十両13枚目、所属：大鵬部屋）
- 9月15日 - 琴吉（幕内呼出、所属：佐渡ヶ嶽部屋）
- 9月17日 - 山中山和洋（最高位：十両13枚目、所属：間垣部屋）
- 11月22日 - 出羽の郷秀之（最高位：十両14枚目、所属：出羽海部屋）[16]
- 12月15日 - 敷島勝盛（最高位：前頭筆頭、所属：立田川部屋→陸奥部屋、年寄：浦風）[17]

## 死去
- 1月2日 - 緋縅力弥（最高位：前頭10枚目、所属：錦島部屋、年寄：立川、* 1922年【大正11年】）[18]
- 1月31日 - 大起男右エ門（最高位：小結、所属：出羽海部屋、年寄：境川、* 1923年【大正12年】）[19]
- 4月10日 - 大和錦幸男（最高位：前頭4枚目、所属：出羽海部屋、* 1905年【明治38年】）[20]
- 11月25日 - 21代木村庄之助（元・立行司、所属：伊勢ノ海部屋→井筒部屋→双葉山道場→時津風部屋、* 1889年【明治22年】）[21]
- 12月23日 - 晴ノ海弥太郎（最高位：前頭12枚目、所属：友綱部屋、* 1898年【明治31年】）[22]